# Oltar sv. Janeza (Memling)
Oltar sv. Janeza (včasih Triptih dveh sv. Janezov ali Triptih sv. Janeza Krstnika in sv. Janeza Evangelista) je velika oltarna slika, triptih, naslikan z oljem na hrastovem lesu, ki jo je okoli leta 1479 naslikal staronizozemski mojster Hans Memling. Narejena je bila sredi 1470-ih v Bruggeu za bolnišnico Sint-Janshospitaal med gradnjo nove apside. Podpisana je z datumom 1479 na prvotnem okvirju - datum njegove namestitve - in je danes v bolnišnici v Memlingovem muzeju.
Oltarna slika je sestavljena iz petih slik - osrednje notranje plošče in dveh kril. Tiste na hrbtni strani kril so vidne, ko so krila zaprta in prikazujejo donatorje bolnišnice, ki jih obkrožajo njihovi zavetniki. Notranjost ima osrednjo ploščo z ustoličeno Devico z otrokom ob strani s svetniki; na levem krilu so epizode iz življenja Janeza Krstnika s poudarkom na odsekanju njegove glave; desno krilo prikazuje apokalipso, kot jo je zapisal Janez Evangelist, na sliki piše, na otoku Patmos.
Oltar sv. Janeza je eno ambicioznejših Memlingovih del in si deli skoraj enake prizore z dvema drugima deloma: Donnejev triptih v londonski Narodni galeriji in Devica z otrokom s svetnicama Katarino Aleksandrijsko in Barbaro v Metropolitanskem muzeju umetnosti, New York.

## Ozadje in naročilo
Hans Memling je državljanstvo v Bruggeju kupil konec 30. januarja, kar kaže na to, da je nedavno prišel v mesto. Verjetno je prišel iz Bruslja, kjer je bil vajenec pri Rogierju van der Weydnu. V Bruggeu se je dokaj hitro uveljavil kot slikar. Čeprav se zdi, da ni bil odsoten iz mesta zaradi ekstravagantnega poročnega praznovanja Karla drznega in Margarete Yorške leta 1468 , umetnostni zgodovinar James Weale domneva, da je Memling morda odšel v Anglijo, da bi naredil poročni portret, ki ga je naročil Karel Drzni ali njegov oče Filip Dobri. Po navedbah Wealeja so Memlingov položaj v Bruggeu zagotovili vojvode Burgundski.
Bolnica Sint-Janshospitaal je bila ena od štirih javnih bolnišnic v mestu; ena gobavce, ena kot ubožnica in dve – vključno sv. Janeza –  za zdravljenje moških, žensk in otrok. Ustanovljena je bila konec 12. stoletja in je bil posvečena Janezu Evangelistu; neznano kasneje se je posvetilo razširilo na Janeza Krstnika. Državne oblasti v Bruggeu so financirale bolnišnico in nadzirale njeno usmerjanje do 1440-ih, ko je fiskalna kriza zmanjšala financiranje in povečala nadzor. Takrat so se bolnišnični bratje in sestre postavili pod oblast škofa Tournaia Jeana Chevrota in se neposredno poravnali s Filipom Dobrim, v svetu katerega je sedel Chevrot. Do 1470-ih so bolnišnični gospodarji in zakladniki preprečili ne le bankrot, ampak so si ustvarili presežek, ki so ga porabili za širitev.
Oltarna slika je bila verjetno naročena sredi 1470-ih za novo apsido  in skoraj zagotovo dokončana leta 1479. V osrednjem okvirju je napis v latinici in se glasi OPUS. IOHANNES MEMLING. ANNO. M. CCCC. LXXIX , datum na zunanjih ploščah namiguje na donatorje] in ker je eden umrl leta 1475, so učenjaki prepričani v datum začetka pred tem letom. Memling je delo verjetno začel delati že leta 1473, ko so načrtovali razširitev že tako velikega ambulatorija z 240 posteljami, ki je z dvema pacientoma na posteljo služil približno 500 ljudem. Tako kot v Hospices de Beaune so lahko bolniki v Sint-Janshospitaalu tudi liturgijo spremljali iz svojih postelj.
Prestižna lokacija oltarne slike, skupaj s svojim obsegom in izvedbo, je Memlingu zagotovila dodatna naročila. Avguštinski prelati, ki jim je bilo dovoljeno lastništvo posesti, so pri njem naročili več nadaljnjih del, vključno relikviarij sv. Uršule, triptih Jana Floreinsa in triptih Adriana Reinsa - vsi so še vedno v bolnišnici. Danes so razstavljeni v Memlingovem muzeju, ki je v sobi ob prvotnem ambulatoriju. Čeprav je oltarna slika še vedno v svojih prvotnih okvirjih, je bila pretirano očiščena, kar je vplivalo na njeno stanje.

## Zunanjost
Zunanje plošče vsebujejo tako svetnike kot donatorje; klečeči donatorji so obrnjeni navznoter proti sredini. Te zunanje plošče so nenavadne za nabožne triptihe tistega obdobja, saj so donatoirji obrnjeni drug proti drugemu, na videz brez predmeta svojega čaščenja; običajna konvencija je bila, da jih pokažejo obrnjene proti svetnikom. Umetnostni zgodovinarji domnevajo, da je Memling želel poudariti pomembnost prizorov na notranjih ploščah tako, da donatorji gledajo neposredno v odprtino med vrati plošč.
Na levi plošči sveti Anton Puščavnik (svetnik, ki je bil v srednjem veku običajno povezan z boleznijo in zdravljenjem) s svojim atributom prašičem in sv. Jakob stojita za dvema moškima donatorjema, identificirana kot Anton Seghers, mojster bolnišnice in brat Jakob Ceuninc. Seghers se je bolnišnici pridružil kot brat leta 1445 in se do leta 1461 dvignil do bolnišničnega mojstra, položaj, ki ga je občasno opravljal do svoje smrti leta 1475. Gleda proti sredini plošče, ob strani zavetnika Antona, ki se naslanja na tau palico z eno roko, v drugi pa ima Biblijo. Ceuninc, bolnišnični brat od leta 1469 in zakladnik med letoma 1488 in 1490, kleči na levo za Seghersi. Njegov zavetnik Jakob (prepoznaven po atributih romarske palice in klobuka) stoji za njim.
Na desni plošči so sv. Agata in sv. Klara, ki stojita za donatorkama, Agnes Casembrood, priorinjo bolnišnice in sestro Claro van Hulson. Casembroodova je obrnjena proti sredini. Leta 1447 se je pridružila bolnišnici, leta 1455 je postala priorka in v tej vlogi je ostala do svoje smrti leta 1489. Njeno soimenjakinjo, sv. Agato se prepozna po jagnjetu ob njej. Van Hulsonova je bila bolnišnična sestra od leta 1427 do smrti leta 1479; kleči pred sv. Klaro, ki ima monštranco.
Za razliko od svojih predhodnikov Jana van Eycka in Rogierja van der Weydna, ki sta zunanje plošče tipično poslikala v tehniki grizaj, Memling svetnike prikazuje na realističen način. Čeprav so donatorji v Van Eyckovem Gentskem oltarju in Van der Weydnovem Oltarju iz Beauna tudi realistično naslikani, so umeščeni v arhitekturne niše, ločene od sosednjih kipom podobnih svetnikov v grizaju. Memling prekine s to tradicijo na teh zunanjih ploščah, vendar umirjena paleta, ki jo uporablja, ohranja nekaj občutka grizaj. Donatorji so oblečeni v svoje avguštinske noše; moška v čisto črni in dve ženski v belem na črnem. Svetniki so oblečeni v enobarvna oblačila. Sv. Jakob nosi svetlo moder plašč, sv. Anton pa sivega. Sv. Agata je oblečena v sivo zeleno, sv. Klara je tudi v temni opravi. Čeprav se zdi, da sta figuri v nišah, sta zaprti v enem plitkem prostoru, s kamnitimi zidovi zadaj, z oboki zgoraj in dvema stebroma, ki krasita skrajne robove. Ko so krila odprta, je en sam steber, ki ima videz dveh ločenih stebrov.
Nizozemska umetnost v 15. stoletju je bila tipično nabožna: naj bi gledalca premamila v meditativno stanje osebne pobožnosti in celo morda »izkušenje čudežnih vizij«. Umetnostni zgodovinar Craig Harbison verjame, da je Memling v primerjavi z njim van der Weydnom, »manj vzvišen«, bolj »prizemljen« in da bi lahko zunanje plošče v tem delu predstavljale popularizacijo zgodnejših konceptov van der Weydna. Memling jasno kaže, da so donatorji ločeni od upodabljanja verske vizije na notranjih ploščah. Gibanje od zemeljskega do nebeškega, ki ga pogosto predstavljajo skulpture grizaj v delih Van Eycka in van der Weydna, je tu manj očitno. Oltarju sv. Janeza so očitali, da so donatorji zgolj »molili do reže«, Harbison pa trdi, da Memling jasno kaže razliko med posvetnimi figurami na zunanjosti in svetopisemskimi figurami na notranjih ploščah ter pojasnjuje »ravni resničnosti« med dvema nizoma slik. Harbison o Memlingu piše, da »je močneje kot zgodnejši umetnik nakazal, da molitve donatorjev premostijo vrzel ali režo, ki vodi do vizionarskega srca triptiha«. Znotraj plošč naj bi zagotovili osebno versko vizijo donatorjem na zunanji strani.

## Notranjost
Tečajna vrata se odpirajo k živo obarvanim notranjim ploščam. Osrednja točka je ustoličena Devica z otrokom in svetnicama; na levi plošči je upodobljeno obglavljenje Janeza Krstnika z Janezom Evangelistom nasproti na desni. Kot nabožni del predstavlja pripoved, ki naj bi posnemala vizijo, ki bi jo donatorji ali gledalci doživeli pri ogledu notranjih plošč. Za razliko od večine oltarnih slik te vrste, Memlingova ne predstavlja niti enega povezovalnega ikonografskega žarišča in je po splošnem mnenju precej posplošena s temami, ki se zdijo neprimerne za njegovo določeno lokacijo. Blumova ugiba, da so donatorji morda izbrali določeno ikonografijo, ki je »proslavila priprošnje svetnikov v notranjosti«. Gre za nenavadno sliko, saj se zdi, da je »imela dvojno funkcijo: osebna pomiritev in javna oltarna slika, ki je prikazovala vlogo verske skupnosti v bolnišnici in častila svetnike, ki bi lahko še posebej favorizirali bolne«. Ikonografija odraža obstoj bratov in sester v bolnišnici, s tiho pobožnostjo, ki je v nasprotju z aktivnim bojem proti boleznim, potrjenim pri izbiri zavetnikov. Janez Evangelist s knjigo v roki predstavlja mirno, kontemplativno življenje; odsekanje glave Janeza Krstnika je prizorišče dogajanja in po Bluminih besedah »zadnji dramatični konec enega najbolj aktivnih življenj katerega koli krščanskega svetnika«.
Plošče zajemajo bistvo Memlingovega sloga, ki ga Ridderbos opisuje kot umirjenega in polnega »vzvišenega miru«. Janezovo odsekanje glave, ki jo je upodobil Memling, je umirjeno in zadržano, apokaliptični prizori na nasprotni plošči pa so »bolj poetični kot grozljivi«. [23] Maryan Ainsworth pravi, da prikazuje skrbno uravnoteženo kompozicijo, pobarvano v svetlo jasne barve. Memling je poskrbel za tuje pokrovitelje, ki so bili večinoma Italijani in postal je znan po svojem edinstvenem slogu, ki je kombiniral južnoitalijanske elemente s tistimi iz severne nizozemske tradicije. Po besedah Ainswortha je nasprotoval »italijanski monumentalnosti in poenostavitvi oblike s severnim občutkom za atmosfero in svetlobo v obliki, ki je njegove subjekte pogosto postavljala pred očarljivo lokalno navdihnjeno pokrajinsko ozadje«.

### Mistična poroka sv. Katarine
Osrednja plošča, imenovana Mistična poroka svete Katarine, prikazuje Marijo, ki sedi na prestolu pod baldahinom, prekritim z razkošnim brokatom. Dva serafina lebdita neposredno pod krošnjo in držita njeno krono; nosi globokomodro haljo, v neočiščeni različici pa modri obrazi in roke, slog, ki so ga spodbujali zgodnejši nizozemski slikarji, kot sta van der Weyden in Robert Campin. Otrok sedi v naročju svoje matere, v eni roki drži jabolko in z drugo roko daje prstan na prst svete Katarine.
Sveta Katarina Aleksandrijska, zavetnica redovnic, sedi na levi strani prestola s svojimi emblemi, zlomljenim kolesom, na katerem je bila mučena in mečem, s katerim so ji odsekali glavo. Nosi krono in je oblečena v plašč nad dragim brokatnim krilom, simboli kraljevskega statusa. Sveta Barbara, zavetnica vojakov, sedi nasproti in bere misal pred svojim grbom (stolp, v katerem je bila zaprta), ki je oblikovan kot monštranca, namenjena zakramentalnemu kruhu. Weale je menil, da je Katarina zgodnji portret Marije Burgundske in da je Memlingova Barbara morda najzgodnejša podobica Margarete Yorške.
Osrednja plošča se običajno šteje za sacra conversazione (Devica in otrok, prikazan z ženskimi in moškimi svetniki) in manj pogosto kot Virgo inter Virgines  (Devica in otrok, prikazan z deviškimi svetnicami); zabriše meje med obema, pri čemer se ne drži dosledno nobene od konvencij. Podžanr bolj uveljavljene sacra conversazione, je Virgo inter Virgines  v 15. stoletju postal priljubljen v Nemčiji in Nizozemskih deželah. Običajno postavljeni znotraj zaprtega vrta ([[Hortus conclusus) sta bila Devica in otrok vedno prikazana s svetima Katarino in Barbaro, Katarinin mistični zakon je bil pogosto prikazan, medtem ko so lahko v skupino dodani tudi deviške svetnice. Poroka, ki jo pogosto imenujejo »Mistična poroka svete Katarine«, je ena izmed številnih ikonografskih upodobitev na plošči, vendar bi bila lahko še posebej pomembna za nune, ki so se, tako kot Katarina, videle poročene s Kristusom. 
Oba Janeza stojita na obeh straneh prestola. Na levi je Janez Krstnik, ki kaže na Jezusa otroka in drži palico z jagnjetom ob sebi; Janez Evangelist, ki drži zastrupljen kelih, je na desni. Angel, oblečen v drago zlato brokatno dalmatiko, pred Janezom Krstnikom igra prenosne orgle; še en angel, ki nosi preprosto albo in drži Knjigo modrosti za Devico, je pred Janezom Evangelistom. Klavzurni prostor je zaprt s stebri z upodobitvami iz življenja dveh Janezov. Kapiteli na stebrih nad Janezom Krstnikom kažejo na videnje njegovega očeta Zaharije in Janezovega rojstva; nad Evangelistom sta Dianin svečenik pije iz skodelice in Vstajenje Drusiane.
Talne ploščice so okrasne in Devičin prestol stoji na Memlingovi preprogi, ki se razteza skoraj do sprednjega dela slikovnega prostora. Zadaj je mestna veduta, v skrajnem ozadju pokrajina. Mesto je verjetno Brugge iz 15. stoletja in vsebuje sodobne prizore ter epizode iz življenja obeh Janezov. Janez Krstnik je prikazan v puščavi, pridiga množici, hodi v zapor in gori na ognju. Evangelist je postavljen v cerkev, njegova žena in učenci pa klečijo za njim, odhajajoč proti Patmosu in potopljen v goreče olje.
V ozadju  so bolj vsakdanje in posvetne dejavnosti, kar dokazuje podoba mestnega žerjava, ki ga je bolnišnica uporabljala za prenašanje in polnjenje sodov z vinom, postavljajo duhovno vizijo oltarne slike v posvetni kontekst. Merjenje vina je bila donosna koncesija, ki so jo bolnišnici podelile mestne oblasti sredi 1300-ih, v 1470-ih pa si je bolnišnica zagotovila pravico do ribolova v reki Reye - obe dejavnosti sta bili prikazani v daljnem ozadju. Lik bolniškega brata je bil različno identificiran kot Jan Floreins ali Josse Willems; oba sta imela položaj merilca vina v bolnišnici in sta bila povezana z žerjavom.

### Janez Krstnik
Levo krilo prikazuje obglavljenje sv. Janeza Krstnika. Njegovo brezglavo telo leži v levem ospredju in zdi se, da sega iz slike, ko mu iz odsekanega vratu curlja kri, ki oškropi roke in bližnje rastline. Rastline v ospredju so zmanjšane do te mere, da jih brez lupe ne bi bilo mogoče naslikati. Krvnik stoji proti gledalcu s hrbtom in na Salomin krožnik položi sveže odsekano glavo. Krvnik, Saloma in trije gestikulirajoči opazovalci tvorijo krog okoli Janezovega brezglavega in telesa brez življenja. Po Ridderbosu pet figur zrcali in ustvarja občutek enotnosti s petimi svetimi liki na osrednji plošči. Prizor je postavljen na dvorišče pred Herodovo palačo; pogostitev, ki je bila pred Krstnikovim obglavljenjem, je vidna v levem srednjem delu palače, kjer ministranti igrajo za Salomin ples. Gostitev je dobro osvetljena in z dobro arhitekturno perspektivo. Albert Michiels je Salomo opisal kot čudovito, a brez čustev; prejme glavo z odmaknjenimi očmi. Druge različice obglavljenja sv. Janeza so bolj značilno prikazovale Salomo, ki je držala prazen krožnik h krvniku; z zgodnjo različico, tipizirano v miniaturi v Petites Heures Jean de France, Duc de Berry.
Reliefi z odsekano glavo sv. Janeza na posodi je bil priljubljen motiv od 13. do 16. stoletja in so bili narejeni iz različnih materialov, nekateri iz precej dragocenih. Vojvoda Berry je imel v lasti zlatega. Glava na pladnju je prevzela evharistične konotacije in je omenjena v brevirju York; »Glava svetega Janeza na posodi pomeni Kristusovo telo, ki nas hrani na svetem oltarju«. Glava se je povezala s hostijo, Salomin pladenj pa s pateno – ikonografija, ki se je pojavila v staronizozemski umetnosti približno od leta 1450. Glave na teh slikah so bile podobne rezbarijam, kot na van der Weydnovem Oltarju sv. Janeza. Van der Weydnova upodobitev obglavljanja sv. Janeza vključuje naslednje zaporedje prizorov: Saloma poda glavo na banketno mizo, kjer jo zabode njena mati Herodijada. Poleg tega van der Weyden sledi prevladujoči ikonografiji s Salomo in krvnikom, ki sta bila pogana in zato nista smela gledati glave (ali tiste, kar je simbolizirala), se sukata stran in odvračata pogled. V Memlingovi različici krvnik gleda naravnost v glavo, ko jo položi na pladenj, Saloma pa le delno odvrača pogled. Barbara Lane domneva, da je Memling, čeprav je prizor oblikoval po Van der Weydnovem, »napačno razumel simboliko«.
Ozadje razširja pokrajino na osrednji plošči. V daljavi lahko vidimo reko Jordan in Janeza kako krsti Jezusa in ko se nebo odpre; božji golob, simbol Svetega Duha, se spušča iz nebes.  Janez na obali reke Jezusu predstavi Andreja in Jakoba, istima apostoloma, ki sta na Herodovem dvorišču obiskala Krstnika v času njegovega zapora.

### Janez Evangelist
Na desni plošči je upodobljen Janez Evangelist na otoku Patmos, ki v knjigi beleži svoje vizije apokalipse. Preostali del plošče prikazuje »z osupljivo dobesednostjo« najpomembnejše dogodke iz Knjige razodetja, od četrtega do dvanajstega poglavja (Raz 4-12). Tako kot pri drugih dveh ploščah tudi Memling po pripovedi predstavlja vrsto dogodkov. Evangelist pogleda proti nebu; podrobnosti njegove vizije »se razkrijejo v vrsti dogodkov na morju, na kopnem in v zraku«. Podrobnosti plošče so tako gosto zapakirane, da po Ridderbosu zahteva Knjigo razodetja. Weale o plošči piše, da je to morda »najzgodnejši primer toliko incidentov, vključenih v eno sliko«.
Evangelist sedi na skalnati pečini v ospredju; se zagleda v dve koncentrični mavrici v zgornjem levem kotu, v kateri je Bog na prestolu, obkrožen s štirimi večkrilnimi zvermi in 24 starešinami.  Notranja mavrica z božjim prestolom utripa s strelo; zgoraj je sedem svetilk. V naročju drži knjigo s sedmimi pečati; jagnje božje (Agnus Dei) stoji na zadnjih nogah na njegovi levi in s prednjimi nogami lomi pečate knjige. Sedem angelov nad mavrico trobi v sedem trobent in napoveduje dogodke, ki se odvijajo spodaj na zemlji. 24 starešin sedi v zunanji mavrici. Pred njimi stoji angel, ki naznanja lomljenje pečatov in metanje ognja proti zemlji, kar povzroči katastrofe, ki jih napovedujejo angeli s trobentami. Zunaj mavrice je še en angel klečeč pred oltarjem, ki je pogledal proti Bogu. 
V sredini morja spodaj, ki ga Ridderbos primerja s steklenim kristalom, so prikazni, ki se sprostijo, ko so pečati zdrobljeni; Štirje jezdeci apokalipse galopirajo po ravnih otokih, "razgrajajo, uničujejo in ubijajo". Ti jezdeci, ki se pokažejo, ko so zlomljeni prvi štirje pečati, so v slikovnem prostoru postavljeni diagonalno. Beli konj zmage nosi lokostrelca, rdeči konj vojne mečevalca, črni konj lakote človek s tehtnico in iz ust pekla se pojavi bled konj smrti. Zvezde padajo z neba, gore in otoki se premikajo, ladje tonejo in ljudje se skrivajo v kavernah. Po Ridderbosovih besedah: »Vidimo točo in ogenj, ki požiga drevesa in travo, goreča gora, odvržena v morje, uničuje ladje, padajoča zvezda, ki zastruplja vodo, orli, ki padajo, druga padajoča zvezda, ki odpira jamo brez dna, iz katere prihajajo pošastne kobilice in štirje angeli in njihovi konjeniki pošiljajo pobijat«. Za oklepnimi angeli na zemlji, z eno nogo v morju, drugo na kopnem, »stoji ogromna figura: angel, opisan kot oblečen v oblak, z mavrico na glavi, obrazom kot sonce in nogami kot stebri ognja«, ki spusti sedem grmov, kot jih vidimo v temnih oblakih zgoraj.
Na nebu nad žensko, »oblečeno v sonce, luno pod nogami in na glavi krono iz dvanajstih zvezd«, ki drži dečka, je napadel deseterorogi sedmoglavi zmaj (vsaka glava je kronana), privezan za rep in spušča zvezde z neba. Naslednji prizor v zaporedju je na desni, ko otroka reši angel in sveti Mihael s svojimi angeli »premaga zmaja, ki nato zasleduje žensko. Na obzorju končno preda svojo moč še eni sedmoglavi zveri, kot leopard, ki se dviga iz morja« in Mihael vrže Satana iz nebes.
Plošča je po besedah Wealea »sestava čudovite natančnosti in okusa«, Ridderbos pa pravi, da so ravne dvodimenzionalne kompozicije »primerne njihovemu nerealnemu, vizionarskemu značaju«. Prevladujoči in največji značilnosti sta Janez Evangelist, ki beleži svoje vizije spodaj desno in Bog v nebesih zgoraj levo. Tipična upodobitev evangelističnih premišljevanj na Patmosu je tukaj razširjena tako, da vključuje njegove vizije; to je po Bluminih besedah »prvič, da so bile Janezove vizije na takšen način predstavljene na plošči«. Različice apokaliptičnih vizij Evangelista so obstajale v iluminiranih rokopisih in tapiserijah 12. in 13. stoletja, vsak dogodek upodobljen posamično, medtem ko tukaj Memling predstavlja vizije vse na eni plošči in v njem »leži kalček fantastičnih oblik, ki naj bi postale delo Boscheve inovacije poznega 15. stoletja«.

## Priredbe
Oltarna slika je nenavadna zaradi stopnje, do katere je Memling kopiral in ponavljal elemente kompozicije na drugih slikah. Iste štiri svetnike najdemo v delih, izvedenih med letoma 1468 in 1489. Najbolj podobna je Devica in otrok s svetnicama Katarino Aleksandrijsko in Barbaro v Metropolitanskem muzeju umetnosti v New Yorku. Razen prostora, ki je vrt namesto stebrastega prostora, je skoraj enaka. Ainsworth poleg razlik v gubah svetničinih oblek piše, da so »skoraj enaka v tipu, kostimu in gesti«. Umetnostni zgodovinarji niso prepričani, kdaj je bila poslikana plošča v New Yorku; glede na analizo lesa se leto 1480 zdi verjeten datum.
Donnejev triptih, ki ga hranijo v Narodni galeriji v Londonu, ima tudi podobno postavitev in iste svetnike, vendar so donatorji postavljeni z ženskami na osrednji plošči; oba Janeza sta upodobljena na ločenih ploščah kril. Umetnostni zgodovinarji niso prepričani ali je bil Donnejev triptih poslikan v začetku 1480-ih let, približno istočasno kot Devica z otrokom s svetnicami Katarino Aleksandrijsko in Barbaro ali konec 1470-ih, ko je bila dokončana obravnavana oltarna slika ali je bil morda zgodnejši kos, poslikan kot predhodnik oltarne slike. Sir John Donne, valižanski diplomat iz rodbine York, je leta 1468 prišel v Brugge, kjer se je udeležil poroke Karla Drznega in Margarete Yorške; kako se je Donne seznanil z Memlingom, je enako negotovo kot čas, ko je naročil triptih, vendar bi se to lahko zgodilo med obiskom Bruggea leta 1468.
Drugo podobno Memlingovo delo je Diptih Jeana Cellierja v Louvru, za katerega je Georges Hulin de Loo ugotovil, da je bil končan prej kot Oltar sv. Janeza in plošča v New Yorku. [42] Diptih Jeana Cellierja ima Devico z otrokom na zaprtem vrtu z istima svetnicama Katarino in Barbaro na levi plošči. [45] Sestava je izredno podobna newyorški plošči in oltarni sliki, na prestolu je Devica, sv. Katarina in sv. Barbara pa tvorijo trikotnik. Diptih vključuje štiri dodatne ženske svetnice (z atributi), ki sedijo okoli Device: sv. Agata, sv. Cecilija, sv. Lucija in sv. Margareta. Trije glasbeni angeli lebdijo zgoraj. Na nasprotni desni plošči, ki je bila nekoč ločena, je donator Jean Cellier z Janezom Krstnikom in Janezom Evangelistom.
Memling je skoraj zagotovo študije uporabil na osrednji plošči, ki jo je verjetno ponovno uporabil za ploščo v New Yorku in Donnejev triptih. Na nobeni od treh slik ni mogoče najti nobenega dokaza o prenosu; Ainsworth domneva, da se je »Memling zanašal na podrobne delavniške risbe slik in študije draperij, iz katerih bi lahko kopiral na oko tako za grobo skico kot za končane poslikane detajle«. Te tri slike Ainsworth vidi kot začetek Memlingove »klasične faze« z uravnoteženimi in harmoničnimi kompozicijami ter svetlo obarvanostjo. Njegov ideal ženske lepote se kaže v ovalnih obrazih, ki so »širši čez oči, zoženi na bradi [in] odražajo stanje lepe sprejemljivosti«. 
Na sliko močno vpliva van der Weyden in vsebuje elemente, značilne za njegovo poznejše delo; je morda prva od njegovih ustoličenih Devic - z angeli, ki igrajo glasbila ali lebdijo, držijo njeno krono. Marija sedi v odprti dvorani s stebri, ki vodijo do arhitekturnih značilnosti, podobne tistim na Oltarju sv. Janeza. Mešanica barv, njena rdeča obleka, modri angelčki in v tem triptihu talna obloga iz temno zelene svilene preproge večkrat najdemo na njegovih poznejših slikah.  Po besedah Blumove; »Naleteli smo že na triptihe, ki so služili več kot enemu namenu… vendar še nikoli ... nismo videli oltarnih slik, ki z zelo malo sprememb ponavljajo osnovno ikonografijo drugega dela«.

## Galerija

### Oltarni nastavek
- Detajl, leva plošča, ples Salome
- Detajl, leva plošča, glava Janeza Krstnika na pladnju
- Detajl, desna plošča, dva od Štirih jezdecev apokalipse, "Lakota" na črnem konju (s tehtnico) in "Smrt", ki vstopata iz ognjenih ust pekla
- Detajl na desni plošči, velikanski angel se dviga iz morja in na kopnem se oklepni angeli borijo s kobilicami
- Memling. Marije z deviškimi svetnicami na desni plošči Diptiha Jeana Cellierja pozna 1470-ta
- Osrednja plošča Donnovega triptiha (ok. 1480) prikazuje veliko istih motivov, najdenih v oltarni sliki.